# جيمي هيكوكس
جيمي هيكوكس (بالإنجليزية: Jamie Hickox)‏ هو لاعب إسكواش بريطاني وكندي، ولد في 8 فبراير 1964 في أوكفيل في كندا.

## وصلات خارجية
- جيمي هيكوكس على موقع SquashInfo.com (الإنجليزية)